# Радіообсерваторія Сагамор-Гілл
Сонячна радіообсерваторія Сагамор-Гілл (англ. Sagamore Hill Solar Radio Observatory) — сонячна радіообсерваторія, розташована в Гамільтоні, штат Массачусетс. Є частиною Мережі сонячних радіотелескопів.

## Історія
На початку 1960-х років стало очевидним, що певні явища космічної погоди можуть завадити американській задачі відправики людину на Місяць. Головною серед них була можливість геомагнітної бурі сонячного походження. Радіоспалахи типу II, корональні ударні хвилі та корональні викиди маси зазвичай асоціюються з сонячними спалахами. Дослідницька лабораторія ВПС США отримала завдання розробити мережу наземних сонячних обсерваторій. Дослідницька лабораторія ВПС створила всесвітню мережу спостережних приладів, за допомогою яких можна було зробити оцінки параметрів сонячної корони. Прототип був зібраний і експлуатувався на Сагамор-Гілл на початку 1960-х років. У 1966 році в обсерваторії почав працювати сонячний патруль.
Геофізична лабораторія ВПС передала управління обсерваторією військово-повітряним силам у жовтні 1978 року. Зараз обсерваторія офіційно називається загоном 2 2-ї метеорологічної ескадрильї 2-ї метеорологічної групи 557-го метеорологічного крила. Друга метеорологічна ескадрилья наразі керує іншими обсерваторіями Мережі сонячних радіотелескопів у Каєна-Пойнт (Гаваї), Сан-Віто-дей-Норманні (Італія) і Лірмонт (Західна Австралія).

## Інструменти
Інструменти, які в даний час знаходяться в радіообсерваторії Сагамор-Гілл, включають набор моніторингу радіоперешкод (Radio Interference Monitoring Sets, RIMS) і сонячний радіоспектрограф (Solar Radio Spectrograph, SRS). Система RIMS складається з трьох антен, які спостерігають на восьми різних частотах, тоді як система SRS складається з двох антен, які спостерігають у двох різних діапазонах частот.
Раніше обсерваторія також включала 150-футову повністю керовану антену, встановлену в 1963 році, яка 1978 року була перенесена на Міллстоун-Гілл у Вестфорді, штат Массачусетс. У 1967 році ця параболічна антена була використана для отримання даних із супутника дослідження Сонця OV1-5 і для проведення досліджень іоносфери за допомогою сигналу від супутників Інтелсат 1 і ATS-1.